# 跟著感覺走
《跟着感觉走》是台湾歌手蘇芮在1988年8月3日出版的《台北·东京》專輯中的第一只主打歌。这首歌由陳家麗填词、陳志遠作曲。
《跟着感觉走》是一只颂扬个人主义的歌 。美国社会学家Thomas Gold曾用這首歌的歌曲名暗示中国將从共产制度的集体主义走向个人主义 ，而跟著感覺走這首歌背後的港台文化在中國会继续发酵，甚至撼动党国体制的意识形态 。

## 翻唱
- 黄绮珊，在湖南卫视《我是歌手1 》第四期演唱，并在當期節目獲得观众票选第三名[2]
- 邓超、那英，在浙江卫视《2015-2016跨年演唱会》演唱[3]
- 肖战、那英，在东方卫视《2019-2020跨年演唱会》演唱[4]
- 周笔畅、吉克隽逸、张馨予、董洁、弦子，在芒果TV 《乘风破浪的姐姐2 》第三场公演演唱[5]